# Vittetia
Vittetia é um género botânico pertencente à família Asteraceae.